# İnceğiz, Kazan
İnceğiz là một xã thuộc huyện Kazan, tỉnh Ankara, Thổ Nhĩ Kỳ. Dân số thời điểm năm 2011 là 37 người.